# Puchar Pięciu Narodów 1931
Puchar Pięciu Narodów 1931 – siedemnasta edycja Pucharu Pięciu Narodów, corocznego turnieju w rugby union rozgrywanego pomiędzy pięcioma najlepszymi zespołami narodowymi półkuli północnej, która odbyła się pomiędzy 1 stycznia a 6 kwietnia 1931 roku. Wliczając turnieje w poprzedniej formie, od czasów Home Nations Championship, była to czterdziesta czwarta edycja tych zawodów. W turnieju zwyciężyła Walia.
Zgodnie z ówczesnymi zasadami punktowania dropgol był warty cztery punkty, podwyższenie dwa, natomiast przyłożenie i pozostałe kopy trzy punkty.

## Mecze
| 1 stycznia 1931 | Francja      | 3:0(3:0) | Irlandia | Stade Olympique Yves-du-Manoir, Colombes Widzów: 28 000 Sędzia: Thomas Vile |
| 1 stycznia 1931 | Ribère 3 (P) | 3:0(3:0) |          | Stade Olympique Yves-du-Manoir, Colombes Widzów: 28 000 Sędzia: Thomas Vile |

| 17 stycznia 1931 | Anglia                         | 11:11(8:6) | Walia                                                       | Twickenham Stadium, Londyn Sędzia: James Wheeler |
| 17 stycznia 1931 | Burland 5 (P, pd) Black 6 (2K) | 11:11(8:6) | Jones-Davies 3 (P) Morley 3 (P) Bassett 2 (pd) Powell 3 (G) | Twickenham Stadium, Londyn Sędzia: James Wheeler |

| 24 stycznia 1931 | Szkocja      | 6:4(6:0) | Francja        | Murrayfield Stadium, Edynburg Widzów: 50 000 Sędzia: Rupert Jeffares |
| 24 stycznia 1931 | Allan 6 (2K) | 6:4(6:0) | Servole 4 (dg) | Murrayfield Stadium, Edynburg Widzów: 50 000 Sędzia: Rupert Jeffares |

| 7 lutego 1931 | Walia                                                | 13:8 | Szkocja                             | Cardiff Arms Park, Cardiff Widzów: 50 000 Sędzia: J. Bott |
| 7 lutego 1931 | Boon 3 (P) Morley 3 (P) Thomas 3 (P) Bassett 4 (2pd) | 13:8 | Crichton-Miller 6 (2P) Allan 2 (pd) | Cardiff Arms Park, Cardiff Widzów: 50 000 Sędzia: J. Bott |

| 14 lutego 1931 | Anglia          | 5:6 | Irlandia                   | Twickenham Stadium, Londyn Widzów: 60 000 Sędzia: Albert Freethy |
| 14 lutego 1931 | Black 5 (P, pd) | 5:6 | McMahon 3 (P) Murray 3 (K) | Twickenham Stadium, Londyn Widzów: 60 000 Sędzia: Albert Freethy |

| 28 lutego 1931 | Irlandia                              | 8:5(3:5) | Szkocja                       | Lansdowne Road, Dublin Sędzia: Barry Cumberlege |
| 28 lutego 1931 | Pike 3 (P) Sugden 3 (P) Murray 2 (pd) | 8:5(3:5) | Mackintosh 3 (P) Allan 2 (pd) | Lansdowne Road, Dublin Sędzia: Barry Cumberlege |

| 28 lutego 1931 | Walia | 35:3(8:0) | Francja     | St. Helens Ground, Swansea Widzów: 25 000 Sędzia: R. Harland |
| 28 lutego 1931 | Arthur 3 (P) Davey 3 (P) Fender 3 (P) Lang 3 (P) Ralph 6 (2P) Williams 3 (P) Bassett 10 (5pd) Powell 4 (dg) | 35:3(8:0) | Petit 3 (P) | St. Helens Ground, Swansea Widzów: 25 000 Sędzia: R. Harland |

| 14 marca 1931 | Irlandia      | 3:15(3:4) | Walia                                                 | Ravenhill Stadium, Belfast Widzów: 30 000 Sędzia: Malcolm Allan |
| 14 marca 1931 | Siggins 3 (P) | 3:15(3:4) | Davey 3 (P) Morley 6 (2P) Bassett 2 (pd) Ralph 4 (dg) | Ravenhill Stadium, Belfast Widzów: 30 000 Sędzia: Malcolm Allan |

| 21 marca 1931 | Szkocja                                                              | 28:19(20:13) | Anglia                                       | Murrayfield Stadium, Edynburg Widzów: 75 000 Sędzia: James Wheeler |
| 21 marca 1931 | Ford 3 (P) Logan 3 (P) Mackintosh 6 (2P) Smith 6 (2P) Allan 10 (5pd) | 28:19(20:13) | Reeve 6 (2P) Tallent 6 (2P) Black 7 (2pd, K) | Murrayfield Stadium, Edynburg Widzów: 75 000 Sędzia: James Wheeler |

| 6 kwietnia 1931 | Francja                                                | 14:13(4:5) | Anglia                                                                | Stade Olympique Yves-du-Manoir, Colombes Widzów: 25 000 Sędzia: Albert Freethy |
| 6 kwietnia 1931 | Clady 3 (P) Galia 3 (P) Baillette 4 (dg) Gérald 4 (dg) | 14:13(4:5) | Burland 3 (P) Smeddle 3 (P) Tallent 3 (P) Forrest 2 (pd) Black 2 (pd) | Stade Olympique Yves-du-Manoir, Colombes Widzów: 25 000 Sędzia: Albert Freethy |

## Inne nagrody
- Calcutta Cup –  Szkocja (po zwycięstwie nad Anglią)
- Drewniana łyżka –  Anglia (za zajęcie ostatniego miejsca w turnieju)